# توتکملوش
توتکملوش (به مجاری:  Tótkomlós) یک سکونتگاه مسکونی در مجارستان است که در بکش واقع شده‌است.

## خصوصیات
توتکملوش ۱۲۵٫۰۵ کیلومترمربع مساحت و ۵٬۷۸۰ نفر جمعیت دارد.

## خواهرخوانده
شهر زولن خواهرخواندهٔ توتکملوس هست.